# 红旗街道 (清河区)
红旗街道是中国辽宁省铁岭市清河区下辖的一个街道。

## 行政区划
红旗街道下辖育才社区、金澜社区、东兴社区、清波社区、后马村、汪哆罗束村、清河区工业园区社区。